# ميلان ليفوي
ميلان ليفوي (Milan Luhový) (مواليد 1 يناير 1963)، هو لاعب كرة قدم كان يلعب كمهاجم. يلعب مع منتخب تشيكوسلوفاكيا لكرة القدم منذ عام 1982.

## وصلات خارجية
- ميلان ليفوي على موقع الاتحاد الدولي (مؤرشف)  (الإنجليزية)
- ميلان ليفوي على موقع الاتحاد الأوربي (الإنجليزية)
- ميلان ليفوي على موقع الاتحاد التشيكي (الإنجليزية)
- ميلان ليفوي على موقع قاعدة بيانات كرة القدم.إي يو (الإنجليزية)
- ميلان ليفوي على موقع ناشيونال فوتبول تيمز (الإنجليزية)
- ميلان ليفوي على موقع عالم كرة القدم.نت (الإنجليزية)